# Evert Jakobsson
Evert Brynolf Jakobsson (16 de fevereiro de 1886 – 16 de julho de 1960) é um atleta finlandês de lançamento do dardo que participou dos Jogos Olímpicos de Verão de 1908.